# Stutenbissigkeit
Der Ausdruck Stutenbissigkeit ist eine abwertende Tiermetapher für das Konfliktverhalten von Frauen. Der Begriff „Stutenbissigkeit“ war von Mitte der 1990er Jahre bis  Mitte der 2010er Jahre verbreitet. Insbesondere im beruflichen Umfeld beschreibt der Begriff geschlechtsinternes Konkurrenzverhalten bzw. Rivalität von Frauen. Mit dem Ausdruck werden auch destruktive Verhaltensweisen assoziiert.